# كانديس سوانبول
كانديس سوانبول (بالهولندية: Candice Swanepoel)، عارضة أزياء جنوب أفريقية ولدت في يوم 20 أكتوبر 1988 في قرية موي ريفر في جنوب أفريقيا عملت مع فيكتوريا سيكريت وفي 2012 أصبحت الفائزة العاشرة في إستطلاع رأي في مجلة فوربس.

## روابط خارجية
- كانديس سوانبول على موقع IMDb (الإنجليزية)
- كانديس سوانبول على موقع قاعدة بيانات الفيلم (الإنجليزية)
- كانديس سوانبول على موقع دليل عارضات الأزياء (الإنجليزية)